# الهيئة العالمية للتعريف بالنبي صلى الله عليه وسلم ونصرته
الهيئة العالمية للتعريف بالرسول صلى الله عليه وسلم ونصرته هي إحدى الهيئات المستقلة ذات الشخصية الاعتبارية المنبثقة عن رابطة العالم الإسلامي، ومقرها مدينة الرياض في السعودية. تعرف الهيئة أهدافها بأنها تصحيح ماتعتبره مفاهيم خاطئة عن النبي محمد ودعوة غير المسلمين لمعرفة سيرته وتزويدهم بمصادر متعلقة بعشر لغات 

## الأهداف
1. تعريف غير المسلمين بالرسول.
2. تصحيح المفاهيم والأفكار الخاطئة عن الرسول.
3. تفنيد الادعاءات الباطلة والحملات التي تستهدف تشويه صورة الرسول
4. إبراز سنة الرسول وسيرته ومآثره وخلقه وهديه ومنهاجه في حل مشكلات البشرية.
5. التنسيق بين الجهود الكريمة المبذولة في هذا المجال محليا ودوليا.
6. تزويد الباحثين الجادين ووسائل الإعلام العالمية بمادة علمية ميسرة باللغات المختلفة حول شخصية محمد صلى الله عليه وسلم ورسالته.

## الوسائل
1. تأليف الكتب والنشرات لمخاطبة غير المسلمين وتعريفهم بالرسول ونصرته.
2. رصد الحملات التي تستهدف شخص رسول الله ومواجهتها بالوسائل المشروعة.
3. إنشاء موقع على شبكة المعلومات الدولية (الإنترنت) باللغات العالمية الرئيسية للتعريف بالرسول ونصرته وإبطال الادعاءات والتشويهات التي تستهدف شخصه الكريم.
4. تنظيم مسابقات للتعريف بالرسول ونصرته.
5. إنتاج البرامج الإعلامية التي تساهم في تحقيق أهداف المركز ونشرها في وسائل الإعلام.
6. استكتاب العلماء للرد على أي مغالطات في وسائل الإعلام تستهدف الرسول صلى الله عليه وسلم.
7. تشجيع الدراسات والبحوث والمؤلفات التي تسهم في تحقيق أهداف المركز.
8. إيفاد الوفود واستقبالهم لمناقشة القضايا المتعلقة بالرسول ونصرته.
9. تنظيم الندوات والمؤتمرات والدورات والمعارض في البلدان الإسلامية وغير الإسلامية والمشاركة في الندوات والمؤتمرات والمعارض للتعريف بالرسول ونصرته.

## موقع الهيئة الإلكتروني
موقع الهيئة العالمية للتعريف بالرسول صلى الله عليه وسلم ونصرته موقع إسلامي عالمي تعريفيّ يهدف إلى التعريف بالرسول محمد صلى الله عليه وسلم، وتقديم سيرته وأخلاقه وإنجازاته إلى الناس كافة بصورة واضحة قائمة على الحقائق الموثقة، والأرقام المحددة، والحوار الهادف.

## الموقع الرسمي
1. ↑   نسخة محفوظة 9 مارس 2020 على موقع واي باك مشين. [وصلة مكسورة]

الدومينات المسجلة لموقع الهيئة على الشبكة العنكبوتية:
www.mercyprophet.org
www.mercyprophet.com
www.mercyprophet.net
www.prophet-of-mercy.com
www.prophet-of-mercy.org
www.prophet-of-mercy.net